# Indaw
Indaw je naselje v Sagainški diviziji, ki se nahaja v severnem delu Mjanmara (Burme).